# Orius

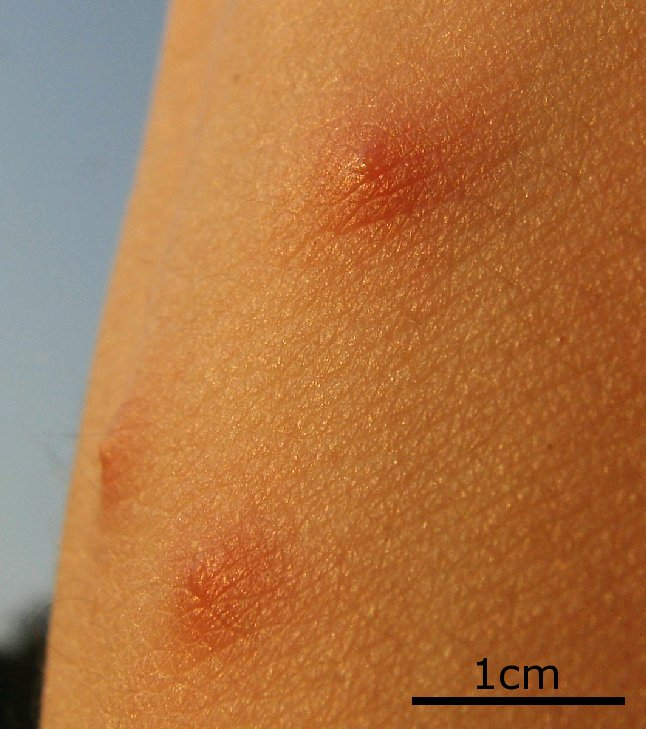
Picades dOrius sp. a les 24h de produir-se.

Orius és un gènere d'hemípters heteròpters de la família Anthocoridae. Els adults tenen de longitud entre 2 i 5 mm i són predadors, alimentant-se preferentment de Tetranychus urticae i tisanòpters. Són freqüents en jardins i camps. En els humans poden produir una picada dolorosa, però no verinosa.
Algunes espècies són criades comercialment i venudes a agricultors per utilitzar-los en programes de control biològic de plagues.

## Taxonomia
- Orius candiope Herring, 1966
- Orius diespeter Herring, 1966
- Orius harpocrates Herring, 1966
- Orius insidiosus (Say, 1832)
- Orius minutus (Linnaeus, 1758)
- Orius niger (Wolff, 1811)
- Orius pumilio (Champion, 1900)
- Orius thyestes Herring, 1966
- Orius tristicolor (White, 1879)